# Апайка
«Апайка» — радянський художній фільм-драма 1930 року, знятий режисером Іоакімом Максимовим-Кошкінським на студії «Чувашкіно». Фільм не зберігся.

## Сюжет
Дія відбувається в 1918 році, коли Казань була зайнята чехословаками. У центрі сюжету — повстання робітників Алфузовського заводу і заводу № 40. Чуваська дівчина допомагає більшовикам в підпільній роботі проти білогвардійців.

## У ролях
- Тані Юн — Таїса
- Клавдія Чєбишова — господиня пральні
- Олександр Тимонтаєв — Валієв, більшовик
- Олександр Малєєв — Глинський, білогвардієць
- Георгій Парне — епізод

## Знімальна група
- Режисер — Іоакім Максимов-Кошкінський
- Сценарист — Іоакім Максимов-Кошкінський
- Оператор — Е. Нікулеско
- Художник — А. Певзнер